# Pivka-Becken
Koordinaten: 45° 41′ N, 14° 12′ O

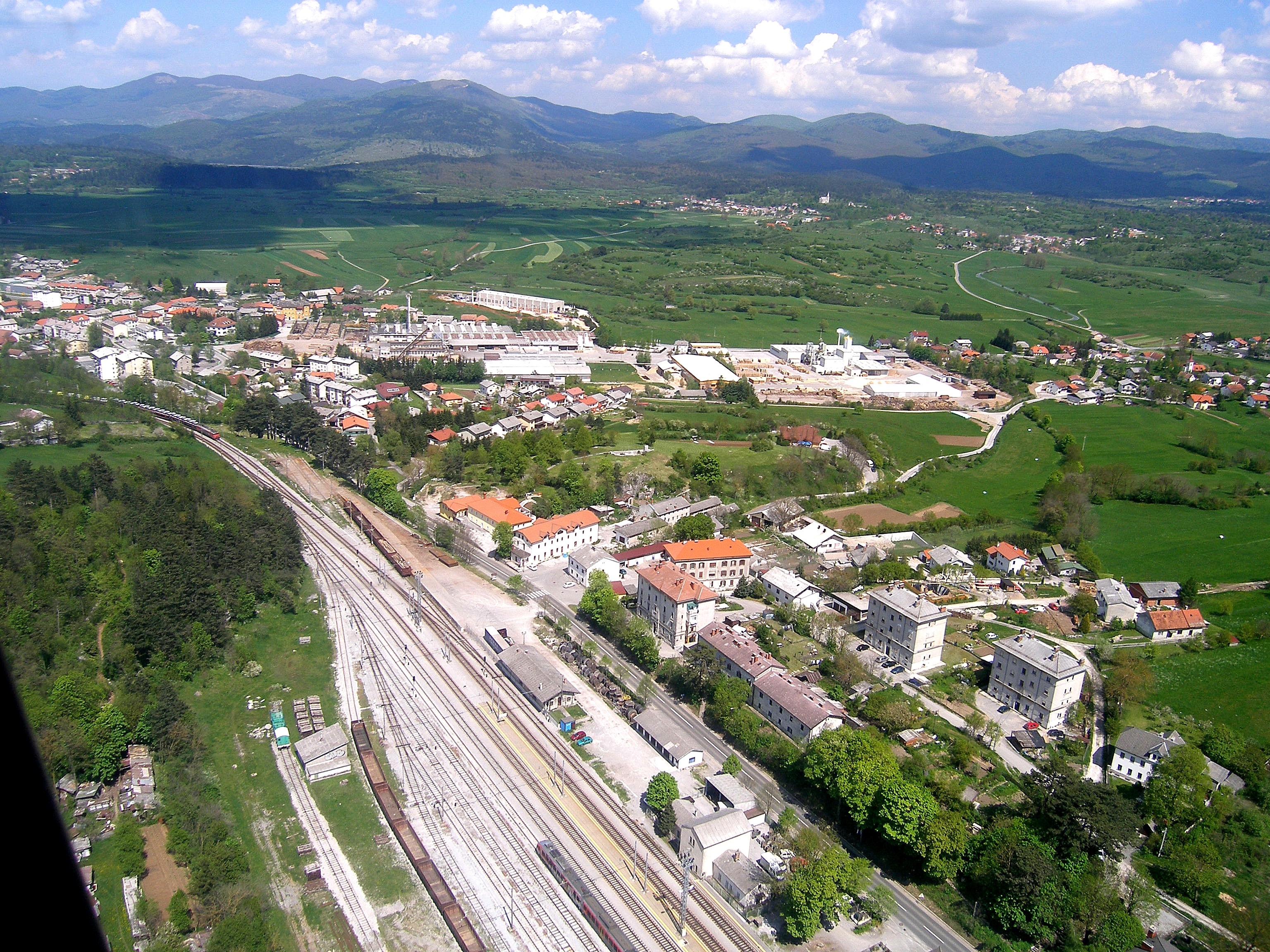
Pivka-Becken bei Pivka

Das Pivka-Becken (slowenisch: Pivška kotlina) auch Pivka-Tal oder einfach Pivka genannt, ist ein geografisch vielfältiges Karst-Becken in einer Höhe zwischen etwa 460 und 600 Metern über der Adria im Südwesten Sloweniens.

## Lage
Die Landschaft liegt zwischen den dinarischen Hochebenen Karst-Plateau und Brkini-Hügelland und umfasst eine Fläche von 160 Quadratkilometern.
Im Nordwesten grenzt das Becken an den Nanos-Gebirgszug, im Norden an den Birnbaumer Wald (Hrušica), im Osten an das Javorniki-Plateau und den Krainer Schneeberg (Snežnik) und im Westen an die Hügellandschaft bei Šilentabor.
Der nördliche Teil des Beckens zwischen Nanos und der Pforte von Postojna wird als Unteres Pivka-Becken (Spodnja Pivka) bezeichnet, der südliche Teil zwischen Prestranek und Snežnik als Oberes Pivka-Becken (Zgornja Pivka).

## Geologie
Der Boden des Unteren Pivka-Beckens Pivka besteht aus wasserundurchlässigem Flyschgestein. Auf den sanft gewellten Ebenen bei Pivka und Nanoščica gibt es Feuchtwiesen und auf den Hügelhängen Felder. Die Siedlungen liegen auf den Höhen zwischen den Schwemmlandebenen.
Das Obere Pivka-Becken und seine oberen Ränder, die das Becken von allen Seiten abschließen, bestehen aus Kreidekalkstein. Das große Karstfeld hat einen ebenen Boden, der oft überschwemmt wird und vom Fluss Pivka durchflossen wird. Oberhalb des Flusses befindet sich eine höher gelegene Terrasse mit zahlreichen Dolinen und größeren Becken mit flachem Boden.
Höher gelegene Teile haben dünnen Boden, der nur zum Weiden von Schafen oder Ziegen geeignet ist. Die Hänge sind überwiegend mit Wald bedeckt.

## Hydrogeographie

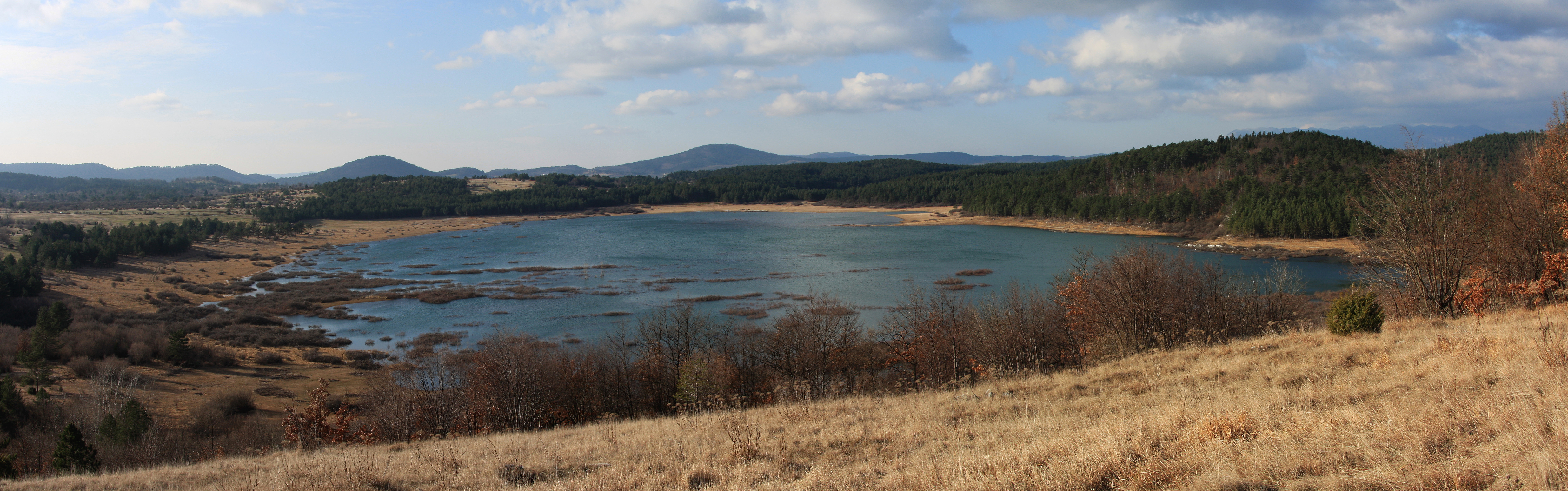
Palčje-See mit maximaler Füllung

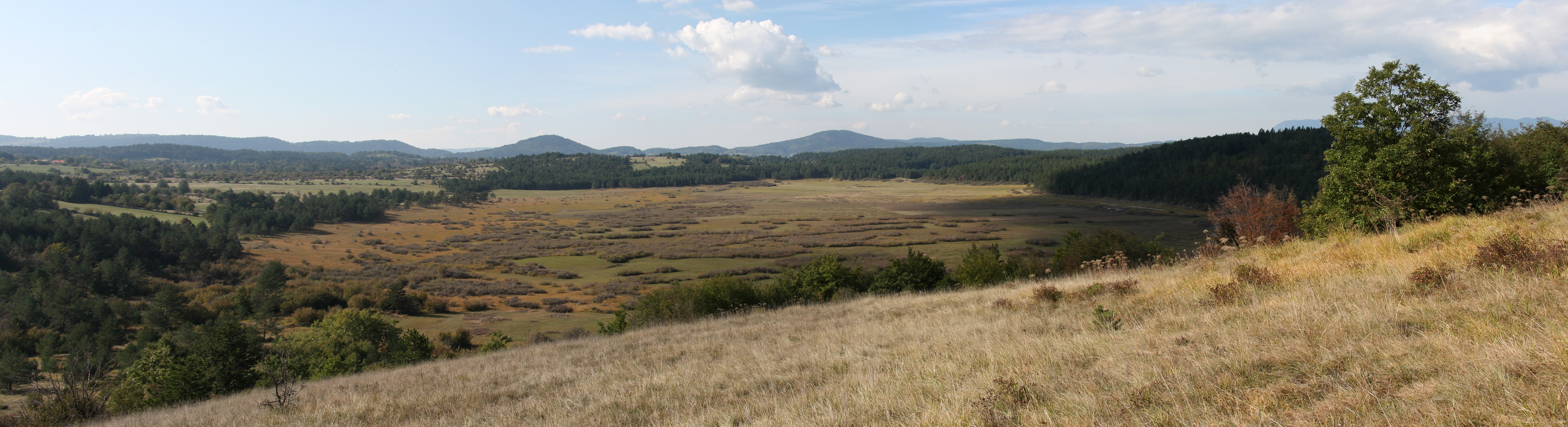
Palčje-See im Herbst

Die Donau-Adria-Wasserscheide quert das Pivka-Becken, wobei der Großteil des Wassers in das Ljubljanica-Becken fließt. Der Fluss Pivka mit seinem Zufluss Nanoščica versinkt in der Höhle von Postojna. Ein Teil des Wassers fließt in die Lokva, die unterhalb der Burg Predjama versinkt, mit den versinkenden Bächen Belščica, Stranske Ponikve und Šmihelske Ponikve zusammenfließt und in die Quellen der Vipava mündet. Am südlichen Rand des Beckens unterhalb von Sajevče verlaufen die Rakuljšica und einige kleinere Bäche als Zuflüsse der Reka.
Im oberen Pivka-Becken existiert eine vertikale Gabelung, wobei das Oberflächenwasser zur Donau und das Grundwasser zur Adria fließt.
Das große Karstfeld hat einen ebenen Boden, der oft überschwemmt wird und vom Fluss Pivka durchflossen wird, entlang dessen sich eine höher gelegene Terrasse mit zahlreichen Dolinen und größeren Becken mit flachem Boden befindet. Wenn der Pegel des Karstwassers, das immer dicht unter der Oberfläche liegt, ansteigt, beginnt die Pivka in der Nähe von Zagorje zu überfluten. Entlang der Pivka und den intermittierenden Pivka-Seen kommt es zu Überschwemmungen in Senken, von denen die größten der Palčje-See, der Petelinje-See, der Parje-See und der Drskovče-See sind.

## Sehenswürdigkeiten
- Höhle von Postojna am nordöstlichen Rand des Beckens
- Pivka-Landschaftsschutzpark in der Mitte des Beckens[4]
- Europäisches Vogelschutzgebiet Nanoščica - porečje
- Ruine der Burg Kalec östlich von Zagorje am südlichen Ende des Beckens